# Fliegerhorst Lechfeld

i7
i11
i13
Der Fliegerhorst Lechfeld (ICAO-Code: ETSL) ist ein Militärflugplatz auf dem Lechfeld in Lagerlechfeld, einem Ortsteil von Graben und Untermeitingen im Landkreis Augsburg in Bayern.
In der Zeit des Kalten Krieges wurden Flugplatz und Kasernenanlagen lange Zeit von den US-Streitkräften und der Bundeswehr zusammen genutzt. Der Fliegerhorst war von 1958 bis März 2013 Stationierungsort des Jagdbombergeschwaders 32 (JaboG 32).
Er beherbergt seit 2013, nach der Auflösung des Jagdbombergeschwaders 32, keinen eigenen ständigen Verband mehr, sondern dient seitdem als Ausweichplatz des Taktischen Luftwaffengeschwaders 74 (TaktLwG 74).
Zwischenzeitlich war vorgesehen, das strategische Transportflugzeug A400M in Lechfeld zu stationieren, um die Flotte neben dem Fliegerhorst Wunstorf auf einen weiteren Standort aufzuteilen. Hierzu war die Aufstellung einer Multinational Air Transport Unit vorgesehen, der Plan wurde inzwischen aber aufgegeben.

## Geschichte
Kurz vor dem Ersten Weltkrieg wurde der heutige Fliegerhorst im Jahr 1912 für die Bayerische Fliegertruppe eingerichtet, die ihn bis 1918 betrieb.

### Fliegerhorst der Wehrmacht
Nach der Machtübernahme der Nationalsozialisten und der Gründung der Luftwaffe der Wehrmacht 1935 war es der Heimathorst der IV. (Ergänzungs-)Gruppe des Kampfgeschwaders 54 und des Kampfgeschwaders 40. Im Juni 1943 wurde hier die V. Gruppe des Kampfgeschwaders 2 gebildet, die mit Messerschmitt Me 410 flog. Der Fliegerhorst blieb bis kurz vor seiner Einnahme durch amerikanische Truppen im Frühjahr 1945 in Betrieb.
Die folgende Tabelle zeigt eine Auflistung ausgesuchter fliegender aktiver Einheiten (ohne Schul- und Ergänzungsverbände) der Luftwaffe der Wehrmacht, die hier zwischen 1938 und 1945 stationiert waren.
| Von           | Bis            | Einheit                                                        | Ausrüstung                                                       |
| ------------- | -------------- | -------------------------------------------------------------- | ---------------------------------------------------------------- |
| November 1939 | Februar 1940   | II./KG 27 (II. Gruppe des Kampfgeschwaders 27)                 | Heinkel He 111P                                                  |
| Dezember 1940 | Januar 1941    | Stab/LG 1 (Stab des Lehrgeschwaders 1)                         | Junkers Ju 88A                                                   |
| Mai 1940      | Juni 1940      | I./KG 51                                                       | Junkers Ju 88A                                                   |
| November 1941 | Januar 1941    | Stab/SKG 210 (Stab des Schnellkampfgeschwaders 210)            | Messerschmitt Bf 110                                             |
| Oktober 1942  | Januar 1943    | Stab, I./LLG 2 (Stab und I. Gruppe des Luftlandegeschwaders 2) | Heinkel He 111, Gotha Go 242                                     |
| Dezember 1942 | Januar 1943    | IV./NJG 5 (IV. Gruppe des Nachtjagdgeschwaders 5)              | Messerschmitt Bf 110D-0, Junkers Ju 88C-6                        |
| Februar 1943  | Oktober 1943   | I./KG 4                                                        | Heinkel He 111H-11, Heinkel He 111H-16, Heinkel He 177A-1        |
| Juni 1943     | Juni 1943      | V./KG 2                                                        | Messerschmitt Me 410A-1                                          |
| Oktober 1943  | April 1944     | I./KG 100                                                      | Heinkel He 111H-11, Heinkel He 177A-3                            |
| März 1944     | Mai 1944       | III./KG 40                                                     | Focke-Wulf Fw 200C-3, Focke-Wulf Fw 200C-4, Focke-Wulf Fw 200C-8 |
| Mai 1944      | September 1944 | III./ZG 26 (III. Gruppe des Zerstörergeschwaders 26)           | Messerschmitt Bf 110G-2                                          |
| Juni 1944     | Juli 1944      | III./KG 1                                                      | Heinkel He 177A-3                                                |
| Juli 1944     | Juli 1944      | I./SKG 10                                                      | Focke-Wulf Fw 190G-3, Focke-Wulf Fw 190G-8/R5                    |
| November 1944 | Dezember 1944  | I./JG 7 (I. Gruppe des Jagdgeschwaders 7)                      | Messerschmitt Me 262A-1, Messerschmitt Me 262A-2                 |

Aufgrund seiner militärischen Bedeutung wurde der Fliegerhorst Lechfeld mehrfach von alliierten Bombern angegriffen. So war Lechfeld, neben Oberpfaffenhofen, Friedrichshafen, München, Landsberg und Memmingen, am 18. März 1944 Ziel eines Angriffs von über 700 US-Bombern. Ein weiterer Angriff folgte am 22. Juli 1944, als am Vormittag 35 US-Bomber des Typs Boeing B-17 der 398th Bomber Group von England kommend den Fliegerhorst bombardierten. Die 6. Batterie der Flakabteilung 443 in Scheuring eröffnete das Feuer auf den Verband und traf dabei ein Flugzeug, das anschließend abstürzte.

### US-Armee
Nach seiner Einnahme am 1. Mai 1945 wurde der Flugplatz von den Alliierten als Advanced Landing Ground ALG R-71 bezeichnet, jedoch erst am 1. Dezember 1945 offiziell in Betrieb genommen. Das teilweise zerstörte Areal wurde repariert und diente im Rahmen der Operation „Lusty“ bis in den Sommer 1945 der Sammlung deutscher Beuteflugzeuge wie der Me 262 und weiterer Militärtechnik, die in die USA verbracht werden sollten. Von Dezember 1945 bis Oktober 1946 war Lechfeld die Basis einer mit B-17 ausgerüsteten Bombergruppe der Eighth Air Force der United States Army Air Forces (USAAF), der 305th Bombardment Group, die den Platz zuvor am 18. Mai 1944 bombardiert hatte. Anschließend lag hier von November 1946 bis März 1947 noch ein mit P-47 ausgerüsteter Verband der USAAF.
Danach befand sich hier bis 1951 ein Lager für jüdische „Displaced Persons“ und bis ca. 1953 ein Militärgefängnis.
Die US Army nutzte das Areal dann als Schießplatz ihrer in Augsburg stationierten Kampftruppen. Bis September 1998 unterhielt die 66th Military Intelligence Group der US Army in Lechfeld das sogenannte „Training Area Lechfeld“. Mit dem Abzug der US Army aus Augsburg im selben Jahr wurde das Trainingsgelände zum militärischen Sicherheitsbereich der Bundeswehr. Die 66th MI-Group ist derzeit in Wiesbaden stationiert.
Des Weiteren waren in einem speziell von US-Soldaten gesicherten, auf dem Fliegerhorst östlich der Startbahn befindlichen Sondermunitionslager kernwaffenbestückte Raketen des Typs Pershing I stationiert. Das zugehörige US-Personal von der 74th US Army Field Artillery Detachment der 512th US Army Artillery Group war in der Schwabstadl-Kaserne des JaboG 32, in einem gesonderten „Custodial“-Bereich untergebracht. Von Seiten der Bundeswehr wurde die Luftwaffensicherungsstaffel des Flugkörpergeschwaders 1 (Klosterlechfeld) gestellt.
Auf dem Fliegerhorst Lechfeld wurde außerdem eine noch heute existierende COB-Base der US Air Force installiert. Sie umfasste eine separate Rollwegschleife mit Luftfahrzeugstellplätzen, einen Gefechtsstandbunker sowie eine Abstellhalle für Bodendienstgeräte und Fahrzeuge. Von hier aus hätten im Verteidigungsfall amerikanische A-10-Erdkampfflugzeuge operiert.

#### Flugtage
Die US-Armee richtete wie auf anderen Flugplätzen auch in Lechfeld militärische Flugtage aus. Der letzte war für September 1988 mit der britischen Kunstflugstaffel der Royal Air Force Red Arrows geplant, wurde jedoch nach dem Flugtagunglück von Ramstein im August desselben Jahres abgesagt.

### Fliegerhorst der Bundeswehr
Kurz nach Gründung der Bundeswehr wurden 1956 Einheiten der Luftwaffe in der Schwabstadl-Kaserne stationiert. Aufgabe dieser Einheiten war die Wiederinstandsetzung der während des Zweiten Weltkrieges beschädigten Kaserne.
1958 wurde das Jagdbombergeschwader 32 in der Kaserne aufgestellt. Es erhielt Flugzeuge des Typs F-84F „Thunderstreak“, die bis 1966 in Betrieb waren. Im August 1960 verlegte die 1959 gebildete 2. Luftrettungs- und Verbindungsstaffel mit zwölf Bristol Sycamore (später sechzehn Stück) und 12 Verbindungsflugzeugen Do 27 nach Lechfeld. Die Staffel mit dem Abzeichen einer Micky Maus mit Sanitätskoffer setzte diese Hubschrauber bis 1968 ein. Die Staffel betrieb ab 1962 auch ein SAR-Kommando in Pferdsfeld, welches 1964 nach Karlsruhe verlegt wurde, zudem entstand 1965 ein weiteres solches Kommando in Ingolstadt. Im April 1965 wechselte die Bezeichnung auf 2. Hubschrauber-Rettungsstaffel.
Bereits 1965 wurden die neuen F-104G „Starfighter“ in Dienst gestellt, diese wiederum von 1982 bis 1984 durch den Tornado ersetzt, der heute noch auf anderen Luftwaffen-Standorten im Einsatz ist. Vom 25. bis 26. Juni 1998 war das JaboG 32 Ausrichter des NATO Tiger Meet. Der zusätzlich geplante öffentliche Flugtag wurde wegen des kurz zuvor passierten Zugunglücks in Eschede kurzfristig abgesagt. Auch für 2008 war die Ausrichtung des NATO Tiger Meet auf dem Lechfeld geplant; es wurde aber aus verschiedenen Gründen abgesagt.
Das Geschwader war jahrelang der einzige Verband der Luftwaffe, der über ECR-Tornados verfügte, weshalb das Jagdbombergeschwader 32 1995 stark beim Aufbau des Einsatzgeschwaders 1 (EG 1) in Piacenza (Italien) beansprucht wurde. Das EG 1 nahm 1999 als Kampfverband der NATO am Kosovokrieg teil.
Nach der Auflösung des JaboG 32 übernahm das TaktLwG 74 den Fliegerhorst als Ausweichplatz. Den größten Teil des Jahres 2014 und danach bis Herbst 2015 erfolgte der Flugbetrieb des Geschwaders vom Lechfeld aus, da die Start- und Landebahn dessen Hauptstützpunktes in Zell grundsaniert wurde.

### Gemeinsame Flugvermessungs-Stelle (GFMS)
Von 1976 bis 1993 war der Flugplatz Lechfeld Standort der Gemeinsamen Flugvermessungs-Stelle der Bundeswehr und der Bundesanstalt für Flugsicherung (BFS). Die GFMS war zuständig für die Vermessung und Überprüfung der zivilen und militärischen Funknavigationssysteme zu folgenden Zwecken:
- bei der Standortbeurteilung für eine neue Navigationsanlage,
- vor Zulassung einer neuen Anlage,
- bei periodischvorgeschriebenen Vermessungen und
- nach Reparaturen und/oder Kanal-/Antennenwechsel.

Für die Flugvermessung kamen bei der GFMS folgende Flugzeugtypen zum Einsatz:
- De Havilland DH.104 Dove
- Hawker Siddeley HS.748
- Hawker Siddeley HS.125

Nach Ablösung der Bundesanstalt für Flugsicherung  durch die 1993 gegründete DFS Deutsche Flugsicherung gingen die Flugvermessungsaufgaben an die DFS bzw. deren Tochterfirmen über. Heute werden die deutschen Navigationsanlagen von der Firma Flight Calibration Services (FCS) vermessen. Dies ist eine in Braunschweig beheimatete, gemeinsame Tochterfirma der DFS Deutschen Flugsicherung, der österreichischen Flugsicherung Austro Control und der Schweizer Flugsicherung Skyguide.

### Air Defender 23
Vom 12. Juni bis zum 23. Juni 2023 war der Flugplatz Teil des Großmanövers Air Defender 23. Die Übung ist die größte von Luftstreitkräften seit Bestehen der NATO.

## Heutige und zukünftige Nutzung
Bis 2017 sollten außerdem Teile des technischen Ausbildungszentrums der Luftwaffe von Kaufbeuren auf den Fliegerhorst Lechfeld verlegt werden. Außerdem befindet sich auf dem Fliegerhorst eine Ausbildungswerkstatt, in der die Bundeswehr zivil angestellte Fluggerätmechaniker/innen, sowie auch IT-Systemelektroniker/innen ausbildet.
Geplant war die Stationierung des strategischen Transportflugzeugs A400M in Lechfeld und eine Investition von 170 Millionen Euro in die Infrastruktur. Darüber hinaus sollten in Lechfeld 500 neue Dienstposten geschaffen werden. Die wachsende Flotte des A400M wäre damit neben dem Fliegerhorst Wunstorf auf einen weiteren Standort aufgeteilt. Hierzu war die Aufstellung einer Multinational Air Transport Unit geplant, dessen erster personeller Stab im September 2020, seinerzeit noch in Wunstorf, aufgestellt wurde, mit Ungarn als erstem Partner
Dies scheiterte 2022 an der Beteiligung anderer Nationen.

## Zivile Mitnutzung
Im März 2004 wurde in der Presse berichtet, dass der militärische Flughafen in naher Zukunft auch zivil genutzt werden solle. Die Stadt Augsburg suchte nach einem Ersatz für den Flugplatz Augsburg. Dessen Ausbau scheint wegen der ablehnenden Haltung der Anwohner unwahrscheinlich, zudem ist die dortige Landebahn für heutige Passagierflugzeuge zu klein. Allerdings wurden die Planungen aufgrund der hohen Umbaukosten und des Widerstandes der Umlandgemeinden wegen des zu erwartenden zusätzlichen Fluglärms vorerst eingestellt. Stattdessen wurde die zivile Nutzung des Flughafens Memmingen weiterverfolgt.
Das Unternehmen Premium Aerotec, das direkt am Flugplatz eine Fertigungslinie betreibt, erhielt Anfang der 2000er Jahre eine Ausnahmegenehmigung, um von Zeit zu Zeit sperrige Flugzeugsegmente mit der Beluga, dem Supertransporter von Airbus, zur Weiterverarbeitung abtransportieren zu können. Diese Flüge wurden im folgenden Jahrzehnt jedoch nach Manching verlagert.
Lechfeld ist auch die Heimat der Sportfluggruppe Lechfeld e. V., die 1967 gegründet wurde und deren Anfänge bis in das Jahr 1959 zurückgehen.
Nachdem die Sonderlandegenehmigung der Bundeswehr Sportfliegergemeinschaft Fürstenfeldbruck im Dezember 2015 nicht verlängert wurde, befindet sich diese nun auch auf dem Gelände des Fliegerhorstes.